# La Granja (Artesa de Segre)
La Granja és un edifici del municipi d'Artesa de Segre (Noguera) declarat bé cultural d'interès nacional. La Granja s'emplaça al centre històric del poble d'Artesa de Segre. Es tracta d'un edifici aïllat quadrangular consistent en una casa de pisos, amb planta baixa, dos pisos i golfes, amb un pati d'accés i un pati central.

## Descripció
L'actual façana principal compta amb una gran portalada adovellada pertanyent a l'edifici originari. La resta d'obertures d'aquesta façana pertanyen a les importants modificacions dutes a terme durant la dècada de 1960 del segle xx. Es tracta de quatre petites finestres quadrangulars a la planta baixa, sis a la primera planta i sis a la segona, així com un conjunt de dotze estretes finestres més a les golfes. Les tres grans balconades plateresques de l'edifici original només es troben atestades per les empremtes que encara s'observen en aquest façana. L'aparell constructiu mostra la utilització de grans blocs regulars d'aproximadament 45x20 cm, disposat de manera regular i ordenada.

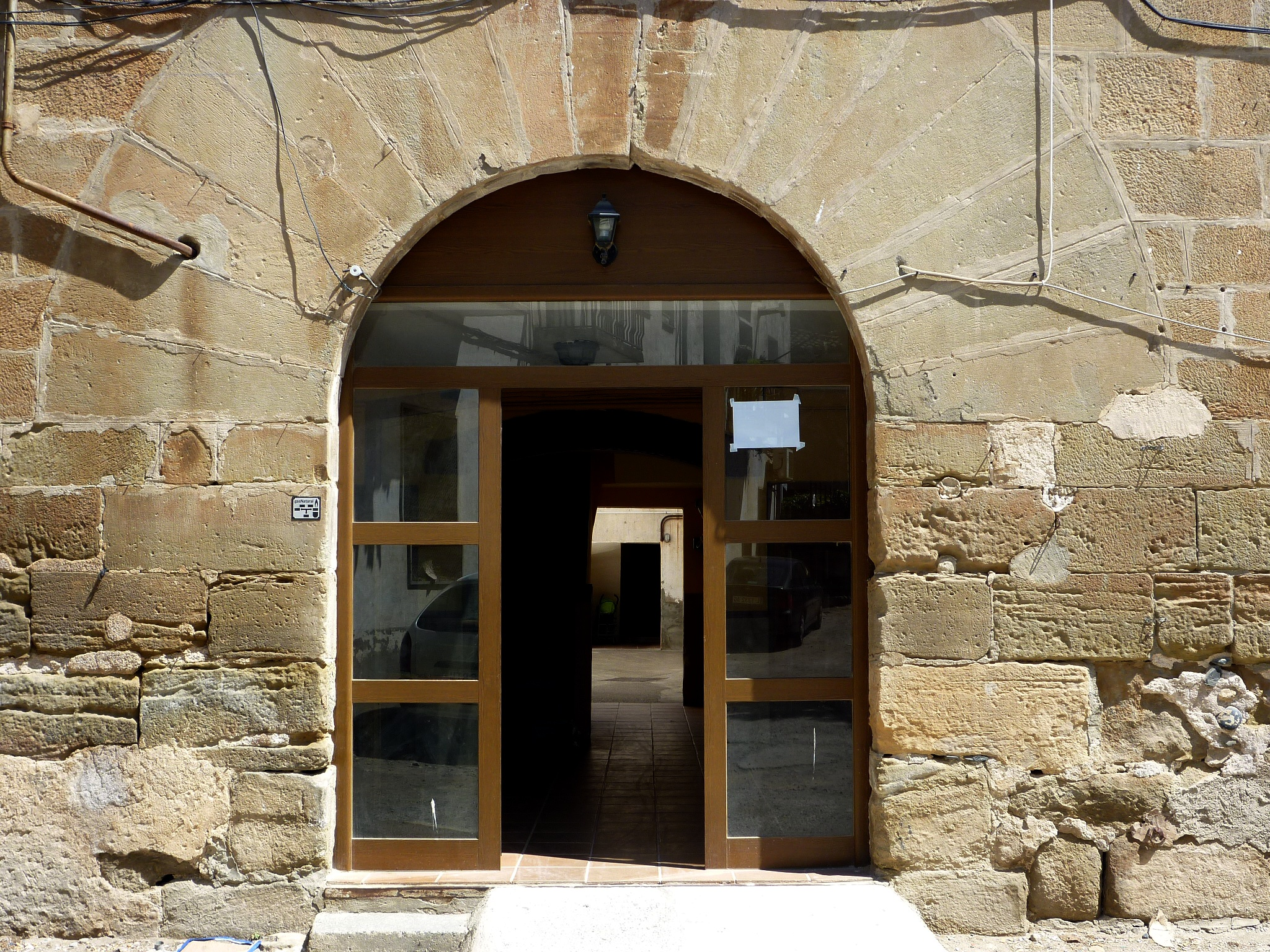
El Portal

La resta de façanes estan alterades de la mateixa manera. La teulada és a doble vessant suau per cada cos dels quatre de l'edifici, realitzat amb rajola i teula; desaigua tant a l'exterior com vers el pati central.
L'interior de l'edifici és totalment nou i reformat a partir del 1960. Tot l'aparell de bigues i compartiments antics van ser venuts (la fusta) o eliminats (parets i envans).
Pel que fa a l'ampliació de l'evolució arquitectònica, sembla que la planta baixa i les dues primeres plantes pertanyerien al moment de construcció de l'edifici, vers 1548. De l'addició de les golfes actuals no se'n coneixen dades fefaents, però se sap que no existien l'any 1922 (fons fotogràfic Salvany, Biblioteca de Catalunya). Probablement es tracta d'un afegit també realitzada per l'últim propietari de l'immoble, a partir de la dècada de 1960 del segle xx.

## Història
El 1510, l'abadia de Montserrat ja dominava Artesa de Segre i la seva rodalia, possessió que durà fins a la desamortització de Mendizábal (1835). A prop de l'església original d'Artesa i també proper a les antigues muralles de la vila, els monjos de l'orde de Sant Benet van construir l'any 1548 un gran edifici d'estil plateresc que anomenaren "la Casa Nova". Teòricament era l'indret de residència puntual de l'abat de Montserrat, i també on s'hi recaptaven els impostos i delmes.
Després de la desamortització, l'edifici passa a anomenar-se la Granja i passa a mans privades. Poc després, el 1902, és comprada per la família Maluquer (important a la vila, i amb altres immobles de valor) que hi viuen. Tot i la declaració de BCIN l'any 1949, el 1960 la Granja és venuda per la família Maluquer al Sr. Mariano Blanc, i és a partir d'aquest moment quan comencen les remodelacions tant importants que ha patit l'edifici. Actualment s'ha convertit en un gran edifici amb pisos.